# Alticola montosa
Alticola montosa là một loài động vật có vú trong họ Cricetidae, bộ Gặm nhấm. Loài này được True mô tả năm 1894.